# Norska språkpriset
Norska språkpriset (norska:Norsk språkpris) var ett norskt litterärt pris som utdelades mellan åren 1992 och 2003 av Norsk språkråd, enligt statuterna för "framstående användning av det norska språket i sakprosa som är utgiven under de senaste fem åren innan utdelningen". 
Priset gavs vartannat år till en författare som skrev på bokmål och vartannat år till en författare som skrev på nynorska. 

## Pristagare
- 1992 – Lars Roar Langslet
- 1993 – Berge Furre
- 1994 – Sissel Benneche Osvold
- 1995 – Kåre Lunden
- 1996 – Kari Gåsvatn
- 1997 – Otto Hageberg
- 1998 – Guri Hjeltnes
- 1999 – Ottar Grepstad
- 2000 – utdelades inte
- 2001 – Arild Stubhaug
- 2002 – utdelades inte
- 2003 – Frode Grytten